# ウズベキスタンサッカー協会
ウズベキスタンサッカー協会（ウズベキスタンサッカーきょうかい、ウズベク語: O'zbekiston Futbol Assotsiatsiyasi、英語: Uzbekistan Football Association、略称: UFA）は、ウズベキスタンのサッカー統括団体である。

## 概要
1946年にウズベキスタンサッカー連盟（ウズベク語: O'zbekiston Futbol Federatsiyasi、英語: Uzbekistan Football Federation、略称: UFF）として設立。
ソビエト連邦の崩壊に伴い、1994年にウズベキスタンは他の中央アジア4か国と共に一斉にAFCへ新規加入を果たした。国際サッカー連盟（FIFA）にも同年の1994年に加盟。サッカーウズベキスタン代表は初めて参戦した国際大会である1994年の広島アジア大会でいきなり優勝し、アジアへ衝撃をもたらした。
2005年9月3日の2006年ドイツワールドカップ・アジア予選・プレーオフ、対バーレーン戦の裁定への不満（吉田寿光主審の誤審問題）から欧州サッカー連盟（UEFA）転籍を示唆したが、最終的には、転籍せずAFCに残留した。
2012年12月21日、ウズベキスタンサッカー連盟はFIFAフェアプレー賞の3つの候補の1つに選出され、2013年1月7日 (中央ヨーロッパ時間)、FIFAフェアプレー賞を受賞した。
2018年1月25日、ウズベキスタンサッカー連盟からウズベキスタンサッカー協会への改組が全会一致で議決された。